# Stazione di Lione Saint Exupéry TGV
La stazione di Lione Saint Exupéry TGV (in francese gare de Lyon-Saint-Exupéry TGV) è una stazione ferroviaria situata nel comune di Colombier-Saugnieu, Francia, a servizio dell'Aeroporto di Lione Saint Exupéry.